# Наурская
Нау́рская (чечен. Новр-гӏала) — город в Чеченской Республике России, административный центр Наурского района.
Образует Наурское городское поселение.

## География

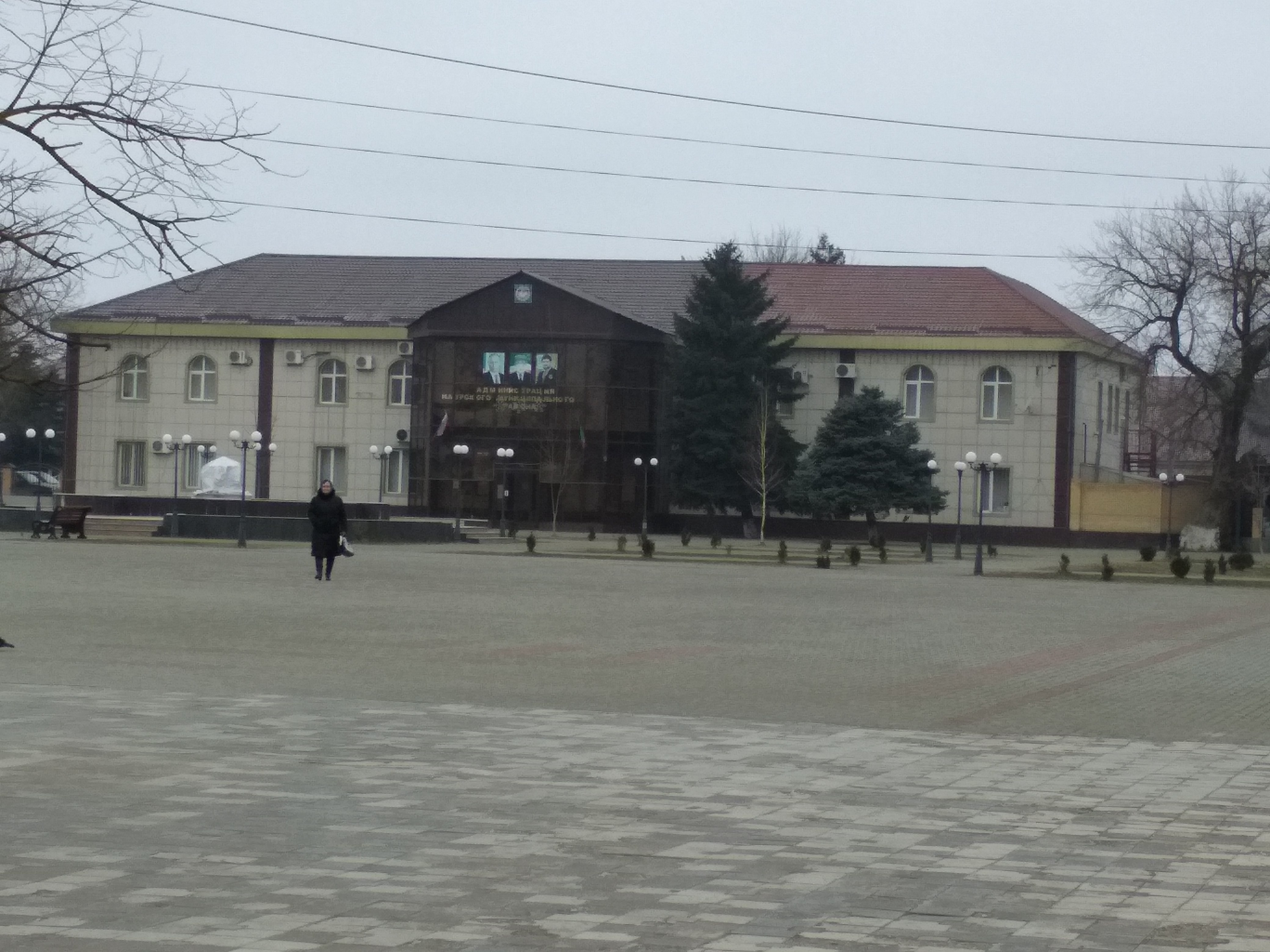
Здание районной администрации

Город расположен в 82 км к северо-западу от центра республики города Грозного (по маршруту) и в 3 километрах к юго-западу от железнодорожной станции Наурская.
Город находится на Терско-Кумской низменности, на левом берегу реки Терек, в 1-1,5 км севернее русла реки. Вдоль реки Терек растёт густой лес, с других сторон станица окружена садами и виноградниками.

## История
По одной из версий, первое упоминание станицы Наурской датируется 1642 годом. В то время она находилась на правом берегу Терека. В 1715 году по приказу Петра I станица была перенесена на левый берег, а на старом месте позднее был основан чеченский аул Нижний Наур (ныне — село Надтеречное).
Встречаются утверждения, что станица основана на месте бывшего чеченского аула. Учитель Елизаветпольского городского училища П. А. Востриков писал об этом:

«Выраженіе „бросимся на уръ!“ было постоянно произносимо казаками при появленіи враждебной шайки; поэтому вновь основанный казачій станъ и чеченцами и казаками единодушно былъ названъ „Науромъ“: станица стала носить названіе той мѣстности, на которой расположилась. Но больше вѣроятія заслуживаетъ предположеніе, что свое названіе станица получила отъ чеченскаго аула, который находился въ этомъ мѣстѣ до прихода казаковъ».

### XVIII век
После большого набега горцев в 1765 году на Кизляр Екатерина II приказала перевести на Терек часть волжских казаков, живших около Дубовки, и поселить их под именем Моздокского полка между крепостью Моздок и гребенскими городками. Казаки прибыли с Волги в 1769 году и были водворены на Тереке в станицах Галюгаевской, Наурской, Ищёрской, Мекенской и Калиновской. Во главе их встал атаман Иван Дмитриевич Савельев, получивший чин полковника (впоследствии — генерал; долгое время в Наурской существовали «сады Савельева»).
В январе 1772 года на Тереке появился Емельян Пугачёв. Он посетил три станицы, где жили казаки-переселенцы с Дона, в том числе станицу Наурскую. На сходе трёх станиц, Галюгаевской, Ищёрской и Наурской, «старики согласно просили его, Пугачёва, чтобы он взял на себя ходатайство за них о испрошении им в Государственной Военной Коллегии к произвождению денежнаго жалованья и провианта против Терскаго Семейнаго войска казаков» (то есть, имеется в виду, что недавно поселённые донские казаки получили меньшее жалование, чем терские старожилы, и послали Пугачёва, чтобы он хлопотал о получении ими жалования, равного жалованию «коренных» терских казаков). Пугачёв согласился. Казаки собрали ему на расходы 20 рублей, вручили ходатайство от трёх станиц и свинцовую печать Войска Донского. Направляясь в Москву, 8 февраля 1772 года он прибыл в Моздок для закупки провизии и прочего на дорогу. При выезде из города «за рогаткою» он был задержан постовыми казаками и привезён в Моздокскую комендантскую канцелярию. На допросе Пугачёв признался, что он беглый казак с Дона. Впоследствии ему удалось бежать из-под стражи.
21 (10) июня 1774 год в ходе русско-турецкой войны 1768—1774 годов объединённое войско крымских татар, кабардинцев и турок под руководством калги из рода крымских ханов Шахбаза Герая, отправленное бывшим крымским ханом Девлетом IV Гераем, которого поддерживала Османская империя (фактически же в это время на крымском престоле находился хан Сахиб II Герай, которого поддерживала Россия), общим числом в 8 тыс. человек, подошло к Моздоку, однако побоялось штурмовать крепость и решило 22 (11) июня атаковать станицу Наурскую.
Станица оборонялась отрядом терских казаков (бывшими волгскими казаками) под командованием атамана И. Д. Савельева, начальника моздокских казаков, и была довольно хорошо укреплена — вокруг станицы имелся земляной вал, были возведены стены, имелись пушки.
Это была поистине героическая оборона, поскольку основная сила станицы — строевые казаки, которые в это время как раз были в военном походе, а дома оставались лишь старики, женщины, дети и небольшая легионная команда. На защиту родного городка вышли наурские казачки, одетые в красные сарафаны, которые отражали неприятельские приступы наряду с мужьями и братьями. Первоначально на женщин была возложена обязанность поддерживать костры, разогревать смолу и кипяток и лить их со стен на штурмующих. Говорят, что даже щи, варившиеся к обеду, у казаков «пошли в дело» на защиту укрепления. При этом женщины плечом к плечу со старыми волжскими казаками встречали яростные атаки, косили косами появлявшихся на земляном валу врагов, защищались серпами.
В укреплении были чугунные пушки, которые, в зависимости от того, откуда усиливался приступ, перевозились на людях с места на место. Штурмующие понесли большие потери (до 800 человек). В числе убитых был один известный горский владетель, князь Каргока Татарханов, при этом его тело осталось лежать на поле сражения не убранным отступившими нападавшими. Этот факт свидетельствует о значительной потере духа осаждавших, поскольку ими считалось священным долгом выносить с поля боя тела убитых, тем более — предводителей.
Бой за Наур шёл целый день, на протяжении которого наурцы ждали помощи, но помощи не было. Всего в сорока верстах находилась станица Червлённая, но сообщения с ней не было. Также передают, что в Червлённой был слышен гул пушечной канонады, но командир стоявшего в станице пехотного полка почему-то подумал, что у наурцев идёт какой-то праздник с фейерверком и пальбой, которые очень любил старый полковник Иван Савельев. Так прошёл весь день.
С рассветом следующего дня вновь стали стрелять пушки казаков, но неожиданно враг стал быстро отходить от станицы. Говорят, что снятием осады станичники были обязаны казаку Перепорху, который навёл своё орудие на курган, где была ставка калги, и удачным выстрелом убил его племянника. В этом калга увидел дурное предзнаменование и не захотел больше тут оставаться. Многие женщины за оборону Наура были награждены медалями. Впоследствии, вспоминая это событие, казаки уважительно называли его «это бабий праздник».

### XIX век
В 1804 году обществом станицы Наурской, за счёт станичного капитала, была построена церковь во имя Рождества Христова — деревянное строение, с отдельной колокольней и решётчатой оградой на каменном фундаменте. Церковь была разрушена в 30-е годы XX века, на её фундаменте был построен летний кинотеатр.

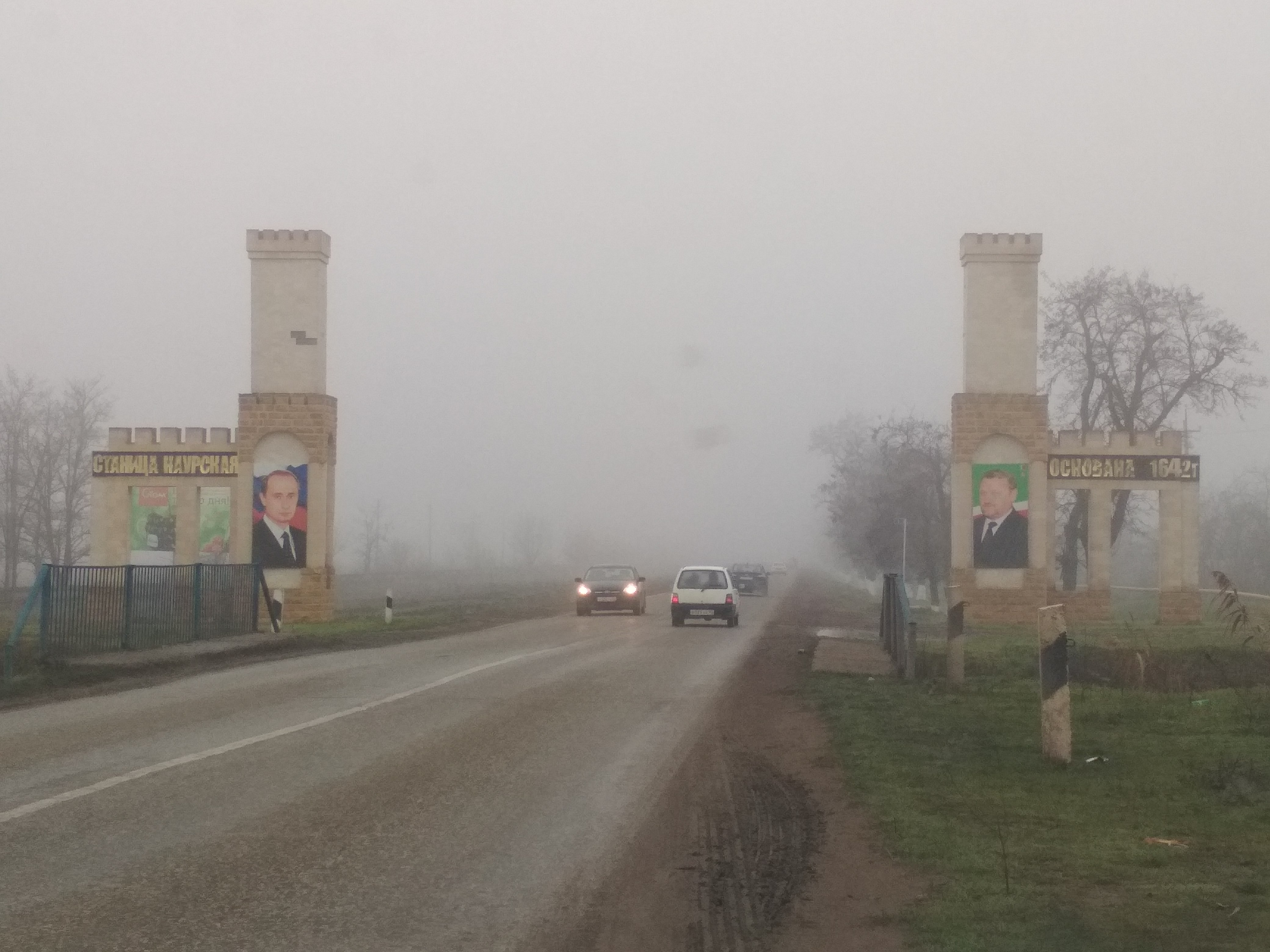
Въезд в город Наур

В 1820 году в станице Наурской на деньги казаков по распоряжению командира Кавказской линии генерал-майора К. Ф. Сталя был построен лазарет.

### XX век
В 1907 году в станице было дворов — 708, жителей — 4785, 1 церковь, 1 молитвенный старообрядческий дом, 2 школы, 1 питейный дом и 29 торгово-промышленных заведений. По состоянию на 1901 год, при станице было основано 15 хуторов: Старо-Леднев, Капустина, Мельников, Нырков, Найдёнов, Ново-Леднев, Атарщиков, Старо-Бухаров, Хохлацкий, Ново-Бухаров, Шерпутовский, Золотарёв, Суровецкий, Але-Кую и хутор братьев Мазаевых. Всего в их составе насчитывалось 238 дворов, проживали православные, старообрядцы, молокане и баптисты. В 1916 году была проложена железная дорога.
После окончания Гражданской войны в марте 1920 года существовавшая до этого с 1860 года Терская область, на территории которой располагались земли, вошедшие впоследствии в Наурский район, была ликвидирована.
20 января 1921 года на территории бывшей Терской области были образованы Горская АССР и Терская губерния.
13 февраля 1924 года была образована Юго-Восточная область с центром в городе Ростов-на-Дону, в состав вновь образованной области вошли Терская губерния, с центром в городе Георгиевске, Кубано-Черноморская область, Донская область, Ставропольская губерния. Когда 16 октября того же года к Юго-Восточной области были присоединены автономные области и округа Северного Кавказа, в том числе город Грозный, возник объединённый Северо-Кавказский край.
2 июня 1924 года Терская губерния преобразована в Терский округ, в составе которого создано 16 районов, в том числе впервые образован Наурский район, административным центром которого стала станица Наурская.
Согласно переписи населения 1926 года, в станице проживало 4648 человек, из них великороссов — 4444.
Однако, уже в 1928 году в результате очередной реорганизации Наурский район был упразднён. В 1930 году был упразднён и Терский округ.
10 января 1934 года снова состоялось разделение Северо-Кавказского края на Азово-Черноморский край и собственно Северо-Кавказский край со столицей в городе Пятигорске. После реорганизации 23 января 1935 года в Северо-Кавказском крае стало 43 района, и это стало второй датой рождения Наурского района. В этом же году город Ставрополь был переименован в город Ворошиловск. А после смерти Серго Орджоникидзе в 1937 году Северо-Кавказский край переименован в Орджоникидзевский. Центр Орджоникидзевского края перенесён из города Пятигорска в город Ворошиловск. Таким образом, Наурский район из состава Северо-Кавказского края перешёл в Орджоникидзевский.
После освобождения Орджоникидзевского края от немецко-фашистских захватчиков в 1943 году город Ворошиловск был переименован Ставрополь, а Орджоникидзевский край — в Ставропольский.
Указом Президиума Верховного Совета СССР от 7 марта 1944 года (д. № 1/853) было принято решение о ликвидации Чечено-Ингушской АССР (ЧИАССР) и новом административном устройстве. В соответствии с данным указом была образована Грозненская область, территория которой была гораздо больше современной территории Чеченской Республики — в неё входила также часть современного Дагестана и Ставропольского края.
С 1944 года по 1957 год Наурская и Наурский район входили в состав Грозненской области.

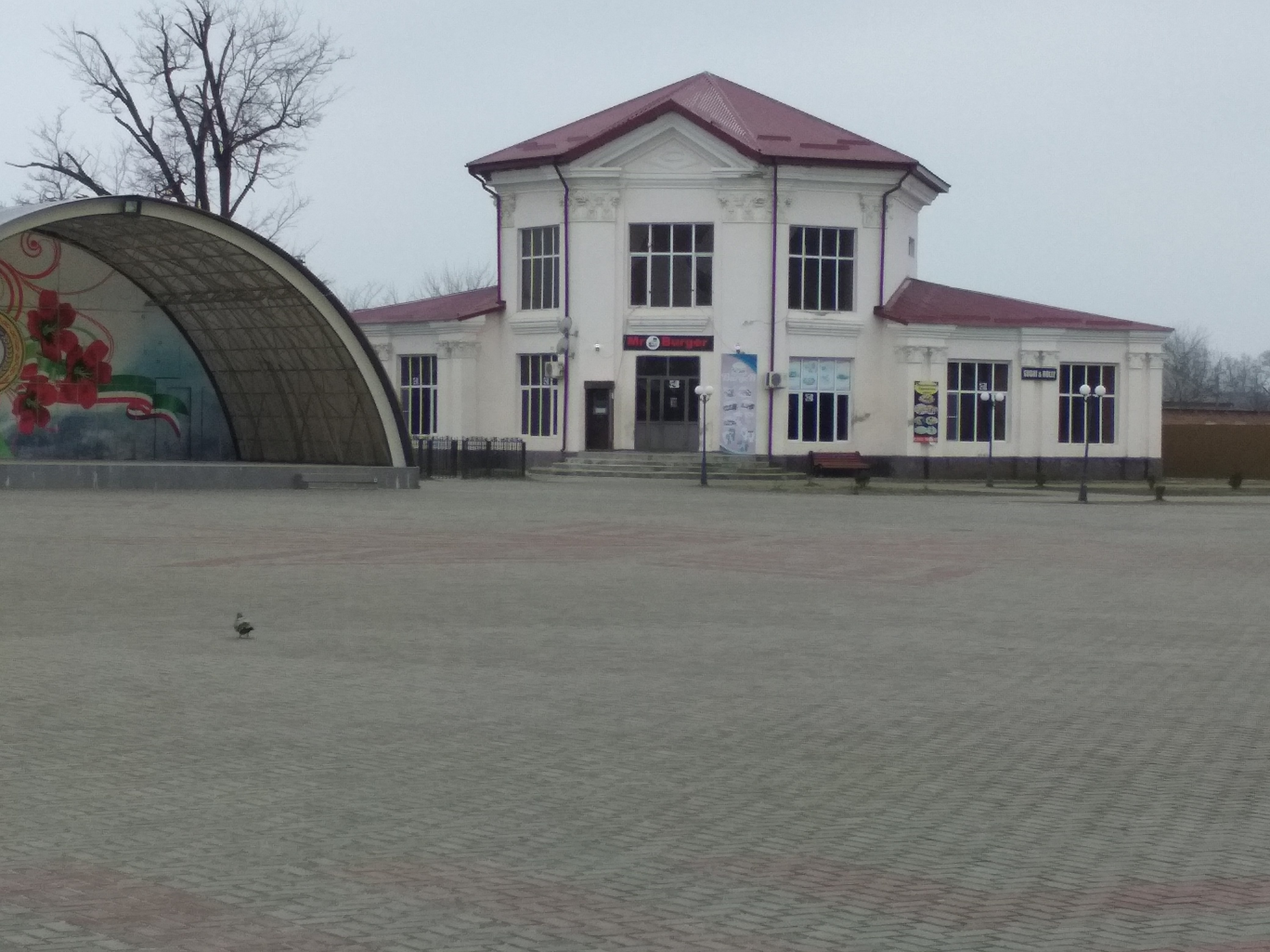
Здание бывшей библиотеки

9 января 1957 года Указом Президиума Верховного Совета СССР от «О восстановлении Чечено-Ингушской АССР в составе РСФСР» и указом Президиума Верховного Совета РСФСР «О восстановлении ЧИАССР и упразднении Грозненской области» (д. № 721-4) была восстановлена Чечено-Ингушская АССР с центром в городе Грозный. При этом район был передан, вместе с территорией нынешнего Шелковского района, восстановленной ЧИАССР.
Территориальная конфигурация восстановленной Чечено-Ингушской АССР была значительно иной, чем в момент упразднения (7 марта 1944 года). В частности, Пригородный район не был возвращён в состав республики и отошёл к Северо-Осетинской АССР. Также было запрещено селиться на территориях существовавших до депортации Галанчожского, Чеберлоевского, Шароевского районов и на некоторых территориях Итум-Калинского и Шатоевского районов. В результате в качестве своего рода «компенсации» за территориальные потери в состав ЧИАССР были переданы населённые русскими и другими не-вайнахскими народами Наурский, Каргалинский и Шелковской районы, территория которых ранее принадлежала Ставропольскому краю.
В 1990-е годы в станице Наурской, как и в других населённых пунктах Наурского района, имели место многочисленные преступления против русскоязычного населения, осуществлявшиеся органами власти самопровозглашённой Чеченской Республики Ичкерия (ЧРИ) и отдельными вооружёнными преступниками и носившие, ввиду своей целенаправленности, характер этнических чисток.
В межвоенный период правоохранительными органами ЧРИ в Наурской и других станицах среди русского населения проводились аресты общественных активистов и простых жителей, обвинённых в «сотрудничестве с российскими федеральными властями». Во время военных действий в Наурской, Ищёрской и других станицах Наурского района отмечались факты массового привлечения не-чеченского населения боевиками к строительству оборонительных сооружений. В то же время, станица Наурская практически не пострадала во время Первой и Второй чеченских войн, федеральные войска не встречали здесь значительного сопротивления.
С ноября 2000 года в станице на постоянной основе дислоцируется батальон (впоследствии — 140-й артиллерийский полк) 46-й отдельной бригады оперативного назначения внутренних войск МВД РФ (с 2016 года — войск Росгвардии).

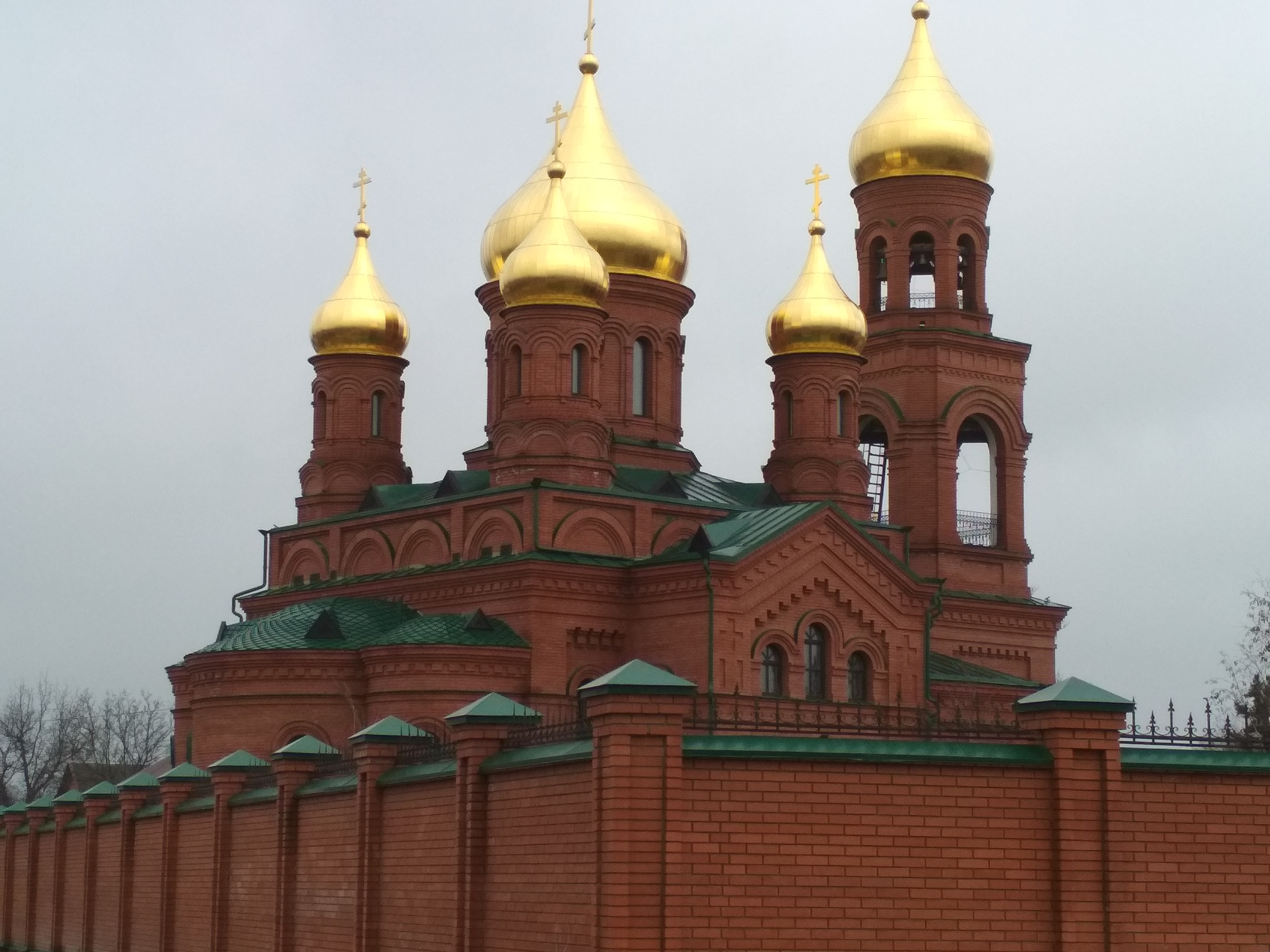
Церковь Рождества Христова

В начале 1990-х годов в станице был возрождён православный храм Рождества Христова, который располагался в здании бывшего клуба.

### XXI век
В 2017 году освящена новая церковь Рождества Христова.
В марте 2024 станица Наурская была преобразована в город с включением в свой состав села Чернокозово и станицы Мекенской.
В октябре 2024 года название города на русском языке было предложено изменить на Невре. Это решение было раскритиковано как русским, так и чеченским населением, как убирающее память о терских казаках, который основали этот населённый пункт.

## Население
| 1926  | 1939  | 1959    | 1970    | 1979    | 1989  | 2002  | 2007  | 2008  |
| ----- | ----- | ------- | ------- | ------- | ----- | ----- | ----- | ----- |
| 4648  | ↗5001 | ↗5181   | ↗9917   | ↘8439   | ↘7617 | ↗8531 | ↗8989 | ↗9155 |
| 2009  | 2010  | 2012    | 2013    | 2014    | 2015  | 2016  | 2017  | 2018  |
| ↗9227 | ↘9050 | ↗9137   | ↗9377   | ↗9540   | ↗9666 | ↗9787 | ↘9656 | ↘9636 |
| 2019  | 2020  | 2021    | 2023    | 2024    |       |       |       |       |
| ↗9638 | ↗9850 | ↗10 840 | ↗10 943 | ↗11 165 |       |       |       |       |

Национальный состав
Национальный состав населения станицы по данным Всероссийской переписи населения 2002 года:
| Народ   | Численность, чел. | Доля от всего населения, % |
| ------- | ----------------- | -------------------------- |
| чеченцы | 6110              | 71,62 %                    |
| русские | 1964              | 23,02 %                    |
| другие  | 254               | 5,35 %                     |
| всего   | 8531              | 100,00 %                   |

Национальный состав населения станицы по данным Всероссийской переписи населения 2010 года:
| Народ   | Численность, чел. | Доля от всего населения, % |
| ------- | ----------------- | -------------------------- |
| чеченцы | 6915              | 76,41 %                    |
| русские | 1445              | 15,97 %                    |
| другие  | 690               | 7,63 %                     |
| всего   | 9050              | 100,00 %                   |

## Экономика
Развито сельское хозяйство, в основном, виноделие и садоводство. В станице имеется несколько комбинатов по производству соков и консервированной продукции.
Действует ассоциация местных фермерских хозяйств, имеющая в своём распоряжении 8 тысяч гектаров земли.

## Культура и спорт

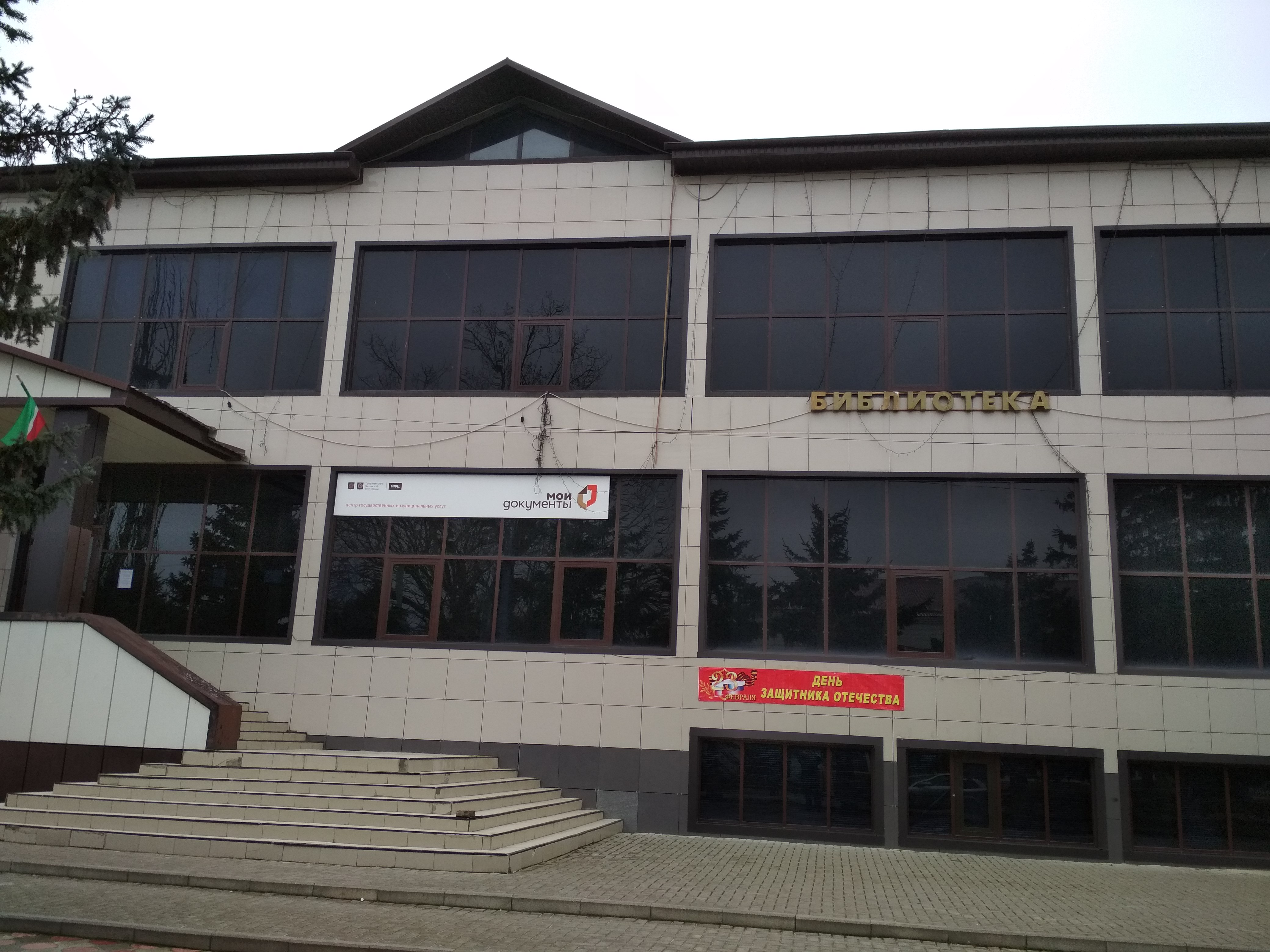
Библиотека

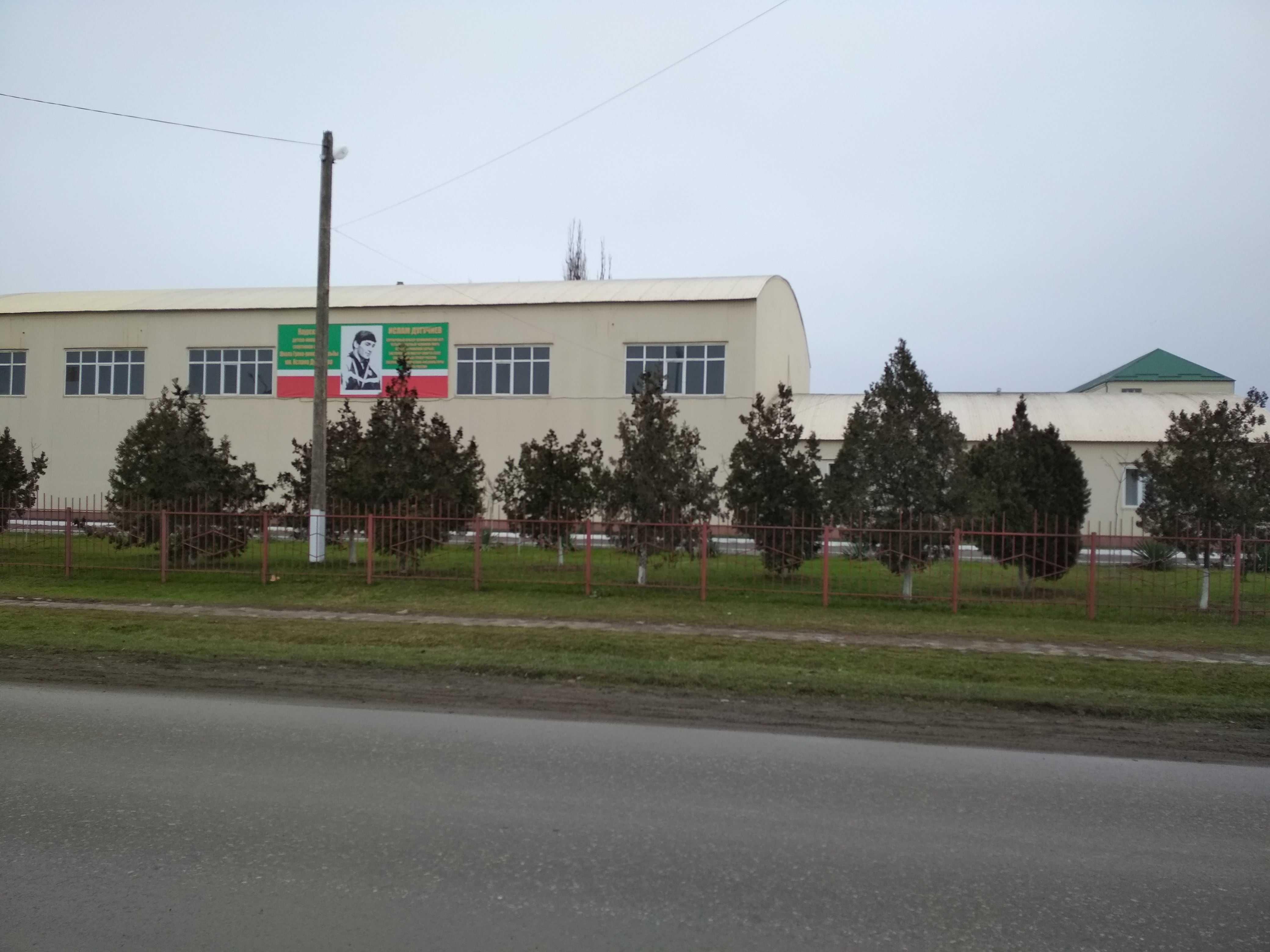
Спорткомплекс Ислама Дугучиева

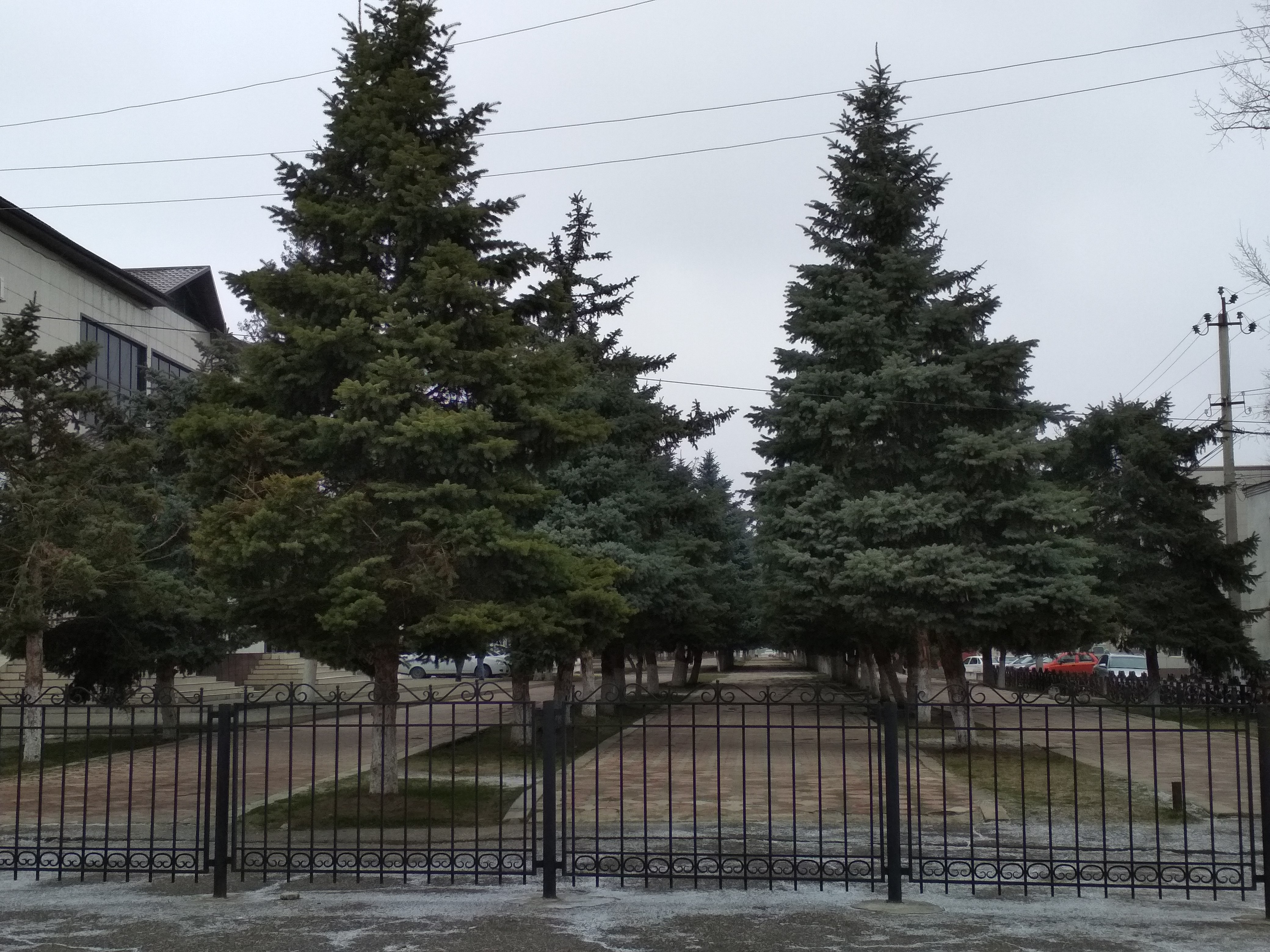
Аллея в Наурской

В городе имеются творческие коллективы терских казаков (детский хор «Наурские казачата») и чеченцев. Районная библиотека по состоянию на 2015 год насчитывала более 50 тыс. книг. Наурская средняя школа ведёт свою историю с 1911 года (первая школа, открывшаяся на территории современного Наурского района).
Спортивные организации
Источник (если не указано иное).
- Филиал спортивного клуба «Рамзан»
- Центр греко-римской борьбы заслуженного мастера спорта СССР, неоднократного чемпиона мира Ислама Дугучиева
- Спортивно-благотворительный центр имени заслуженного тренера СССР и РСФСР по греко-римской борьбе Пазлу Умарова
- Спортивный мотоклуб
- Футбольный клуб «Спартак-Наур»
- Футбольный клуб «Строитель-Наур»

Обе футбольные команды выступали в любительской лиге ЮФО.

## Русская православная церковь
Церковь Рождества Христова. В начале 2011 года на месте старого храма, разрушенного в 1937 году, в Наурской началось строительство новой церкви. 24 апреля 2016 года состоялось открытие храма. Он был освящён епископом Махачкалинским и Грозненским Варлаамом 4 марта 2017 года. Здание высотой 33 м вмещает около 500 прихожан. Купола покрыты сусальным золотом, в храме установлена система «электронный звонарь», управляемая с мобильного телефона. Наиболее почитаемая икона церкви — образ Спаса Нерукотворного.

## Достопримечательности
В городе ещё сохранились старинные казачьи хаты, школа, больница 1912 года постройки, клуб советской эпохи. Также к достопримечательностям можно отнести окружающие станицу дубовые леса вдоль реки Терек. Есть в станице парковая зона, мотодром, стадион.

## Общественный транспорт
Автобусное сообщение
Автостанция «Наурская» обслуживает маршруты:
- Наурская — Мекенская
- Наурская — Николаевская
- Грозный — Наурская
- Знаменское — Наурская

Через улицу Ахмата Кадырова в селе Чернокозово и станице Мекенская (входят в состав города), помимо указанных выше маршрутов, проходит маршрутное такси № 1492/1493 Ставрополь — Курчалой.
Железнодорожное сообщение
Действует железнодорожная станция «Наурская». Пригородное сообщение (электрички) отсутствует. Через станцию проходят поезда дальнего следования Москва — Грозный, Грозный — Москва, Махачкала — Санкт-Петербург, Москва — Дербент, Санкт-Петербург — Махачкала.

## Известные уроженцы
- Родившиеся в Наурской

## Галерея

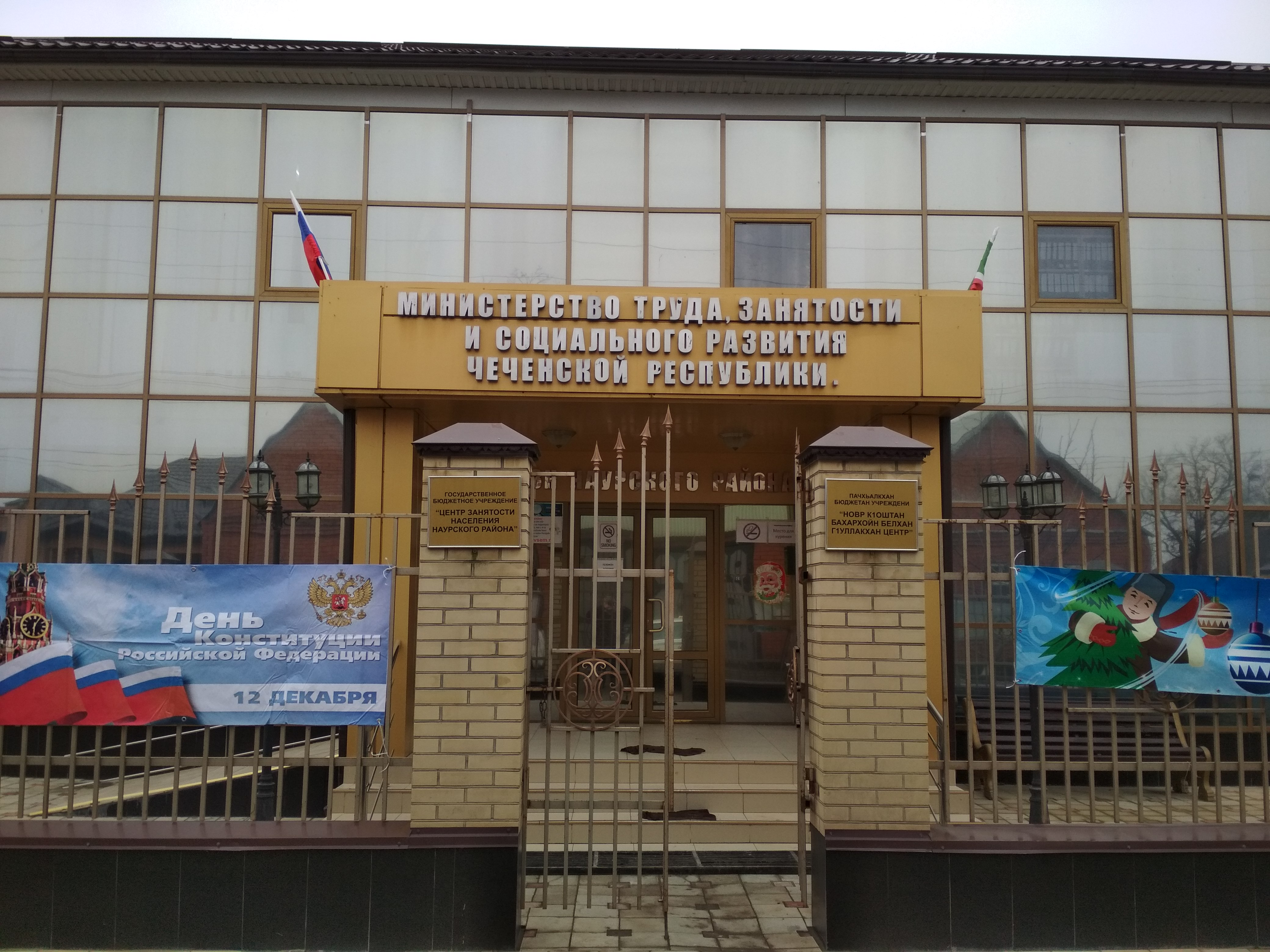
Центр занятости населения Наурского района
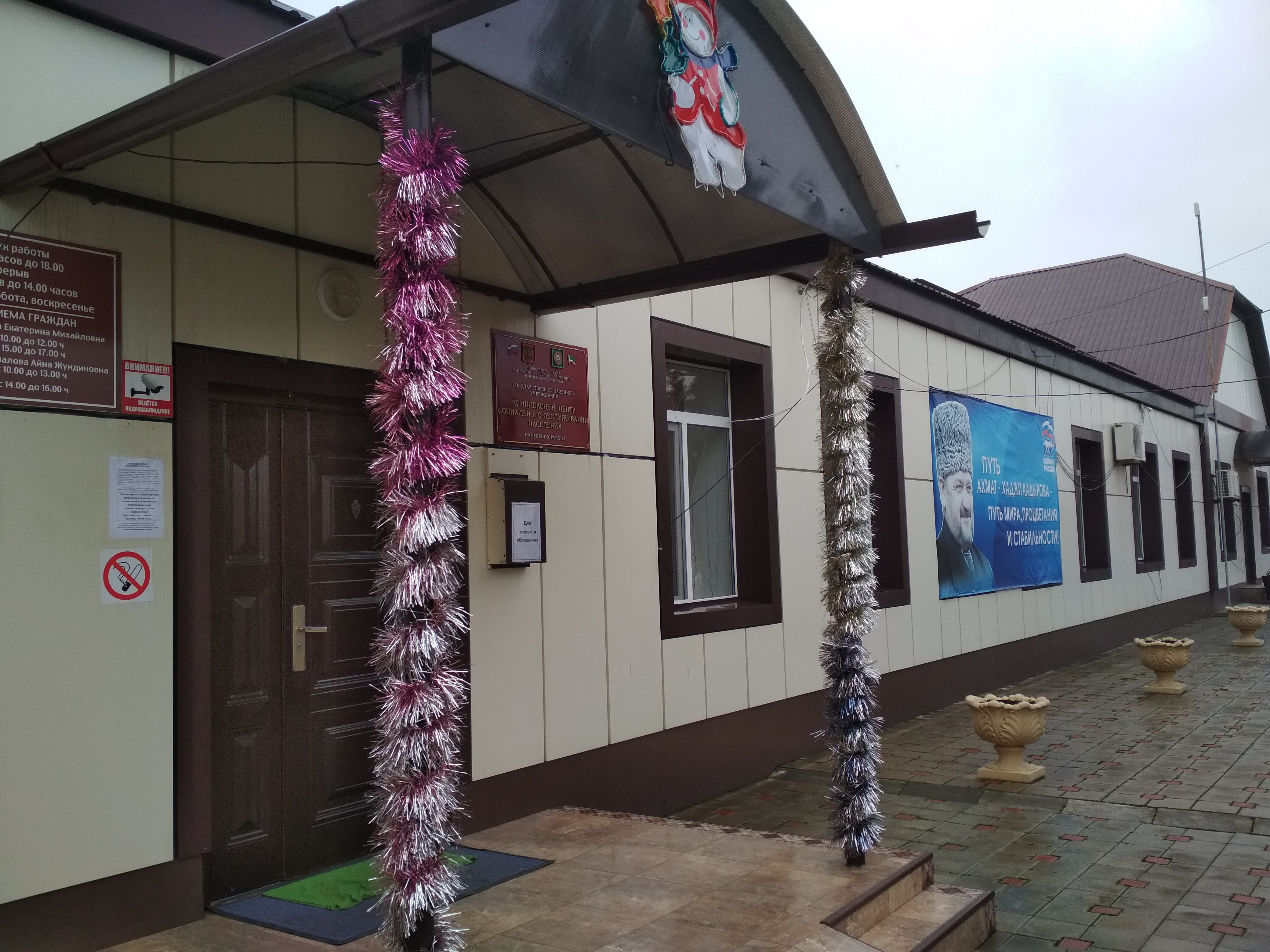
Центр социального обслуживания населения Наурского района
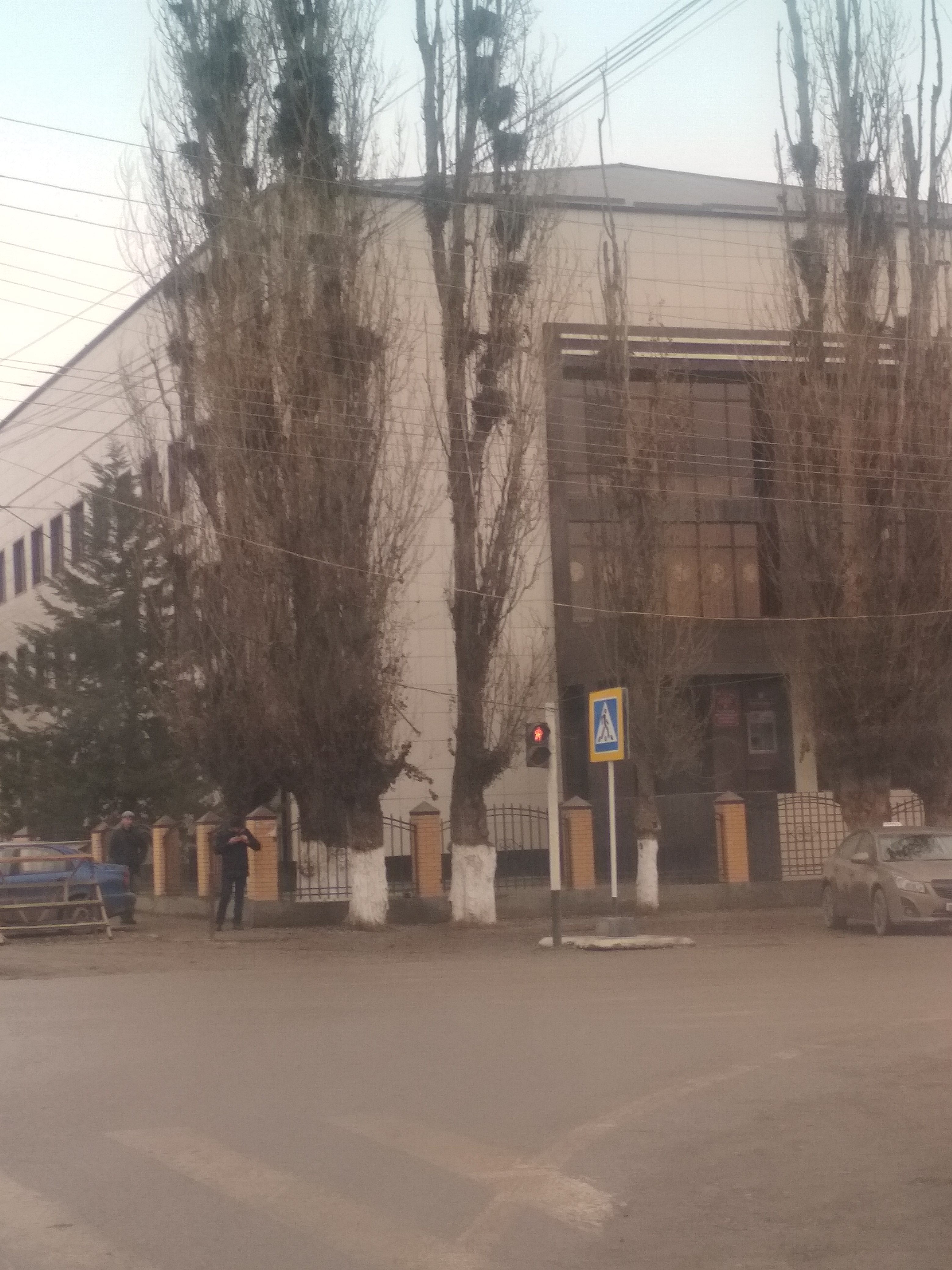
Наурская поликлиника
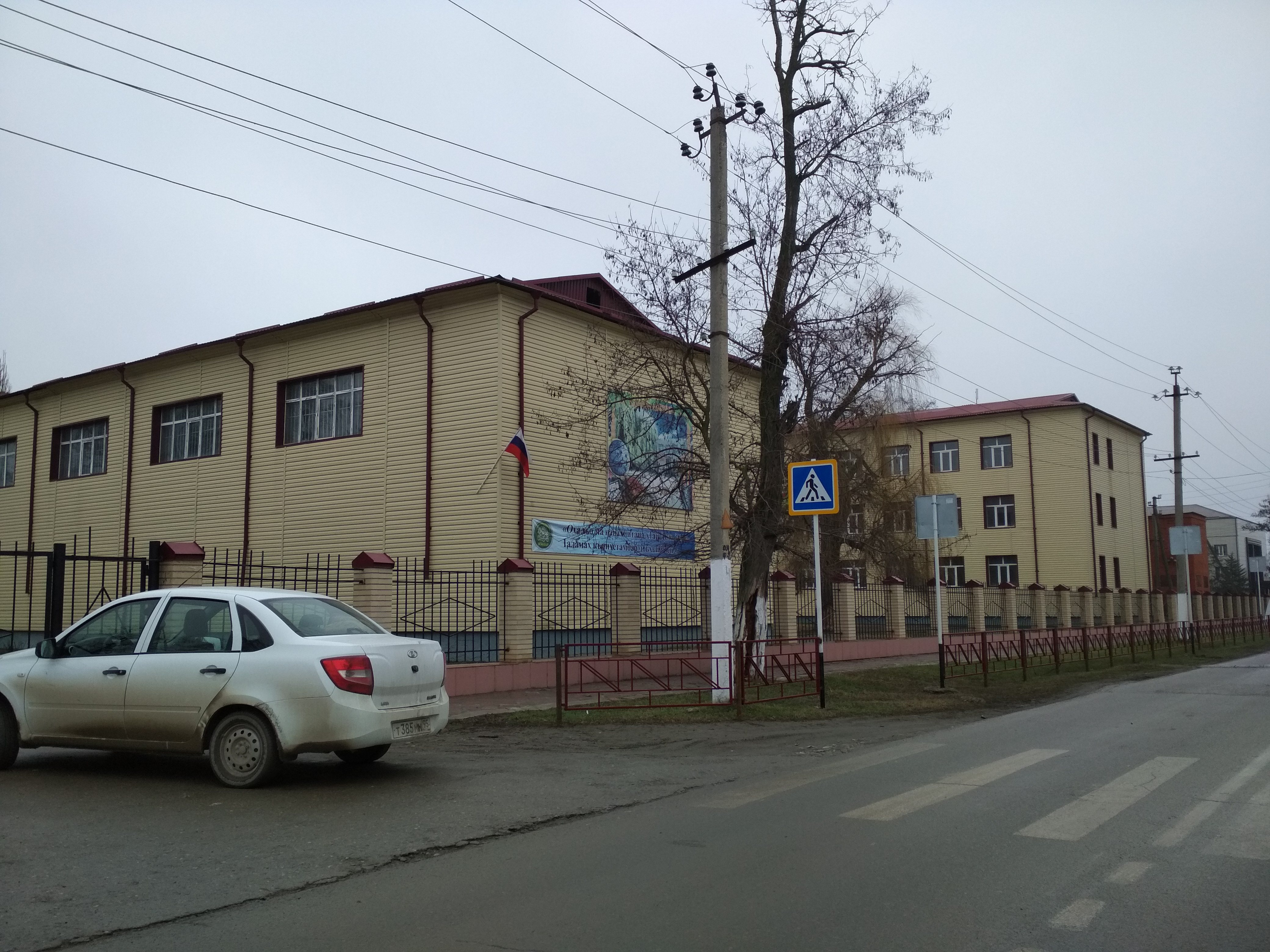
Школа № 1 города Наурская
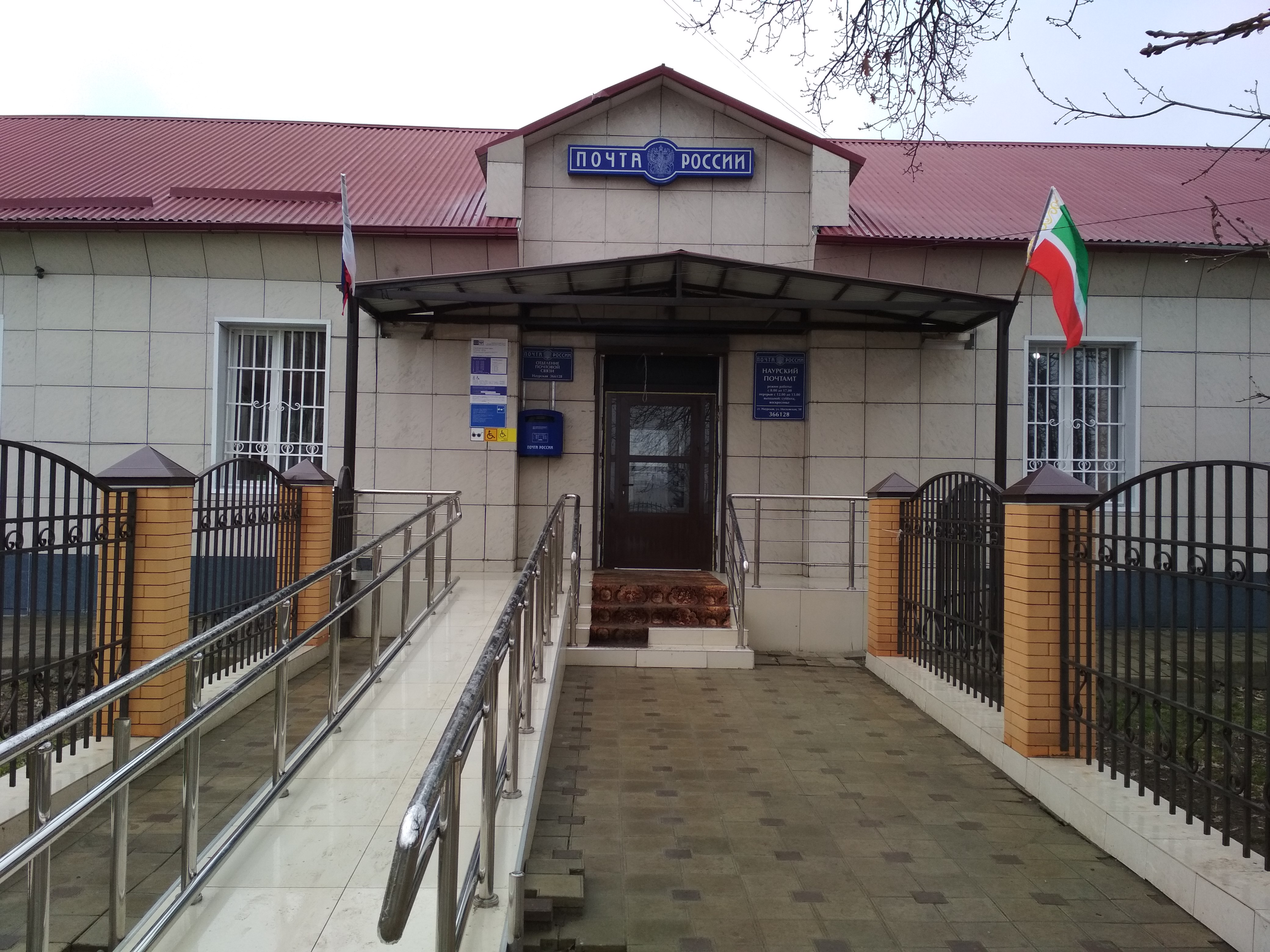
Центральная почта Наурского, Надтеречного и Шелковского районов
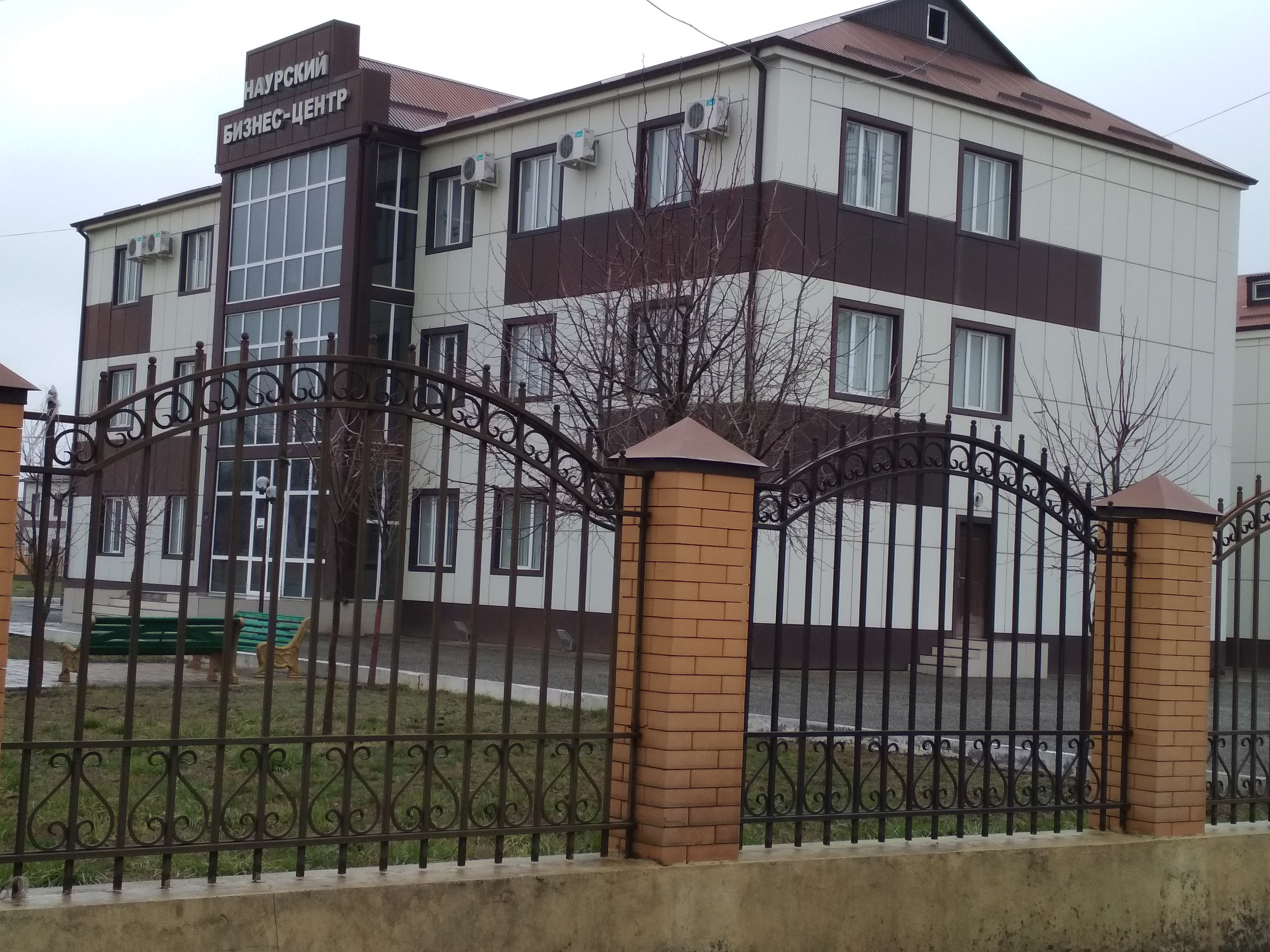
Бизнес-центр
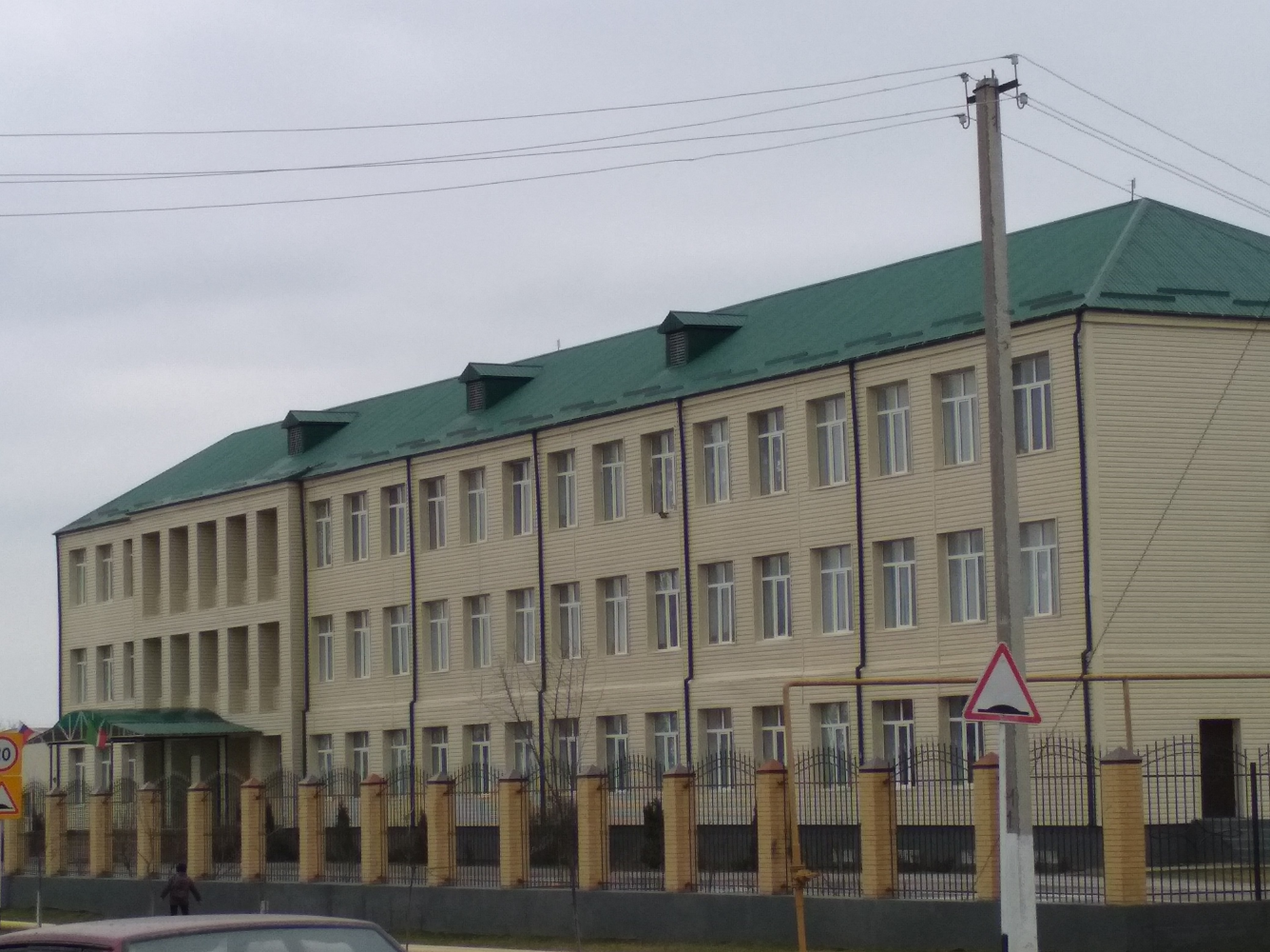
Наурская средняя школа № 3
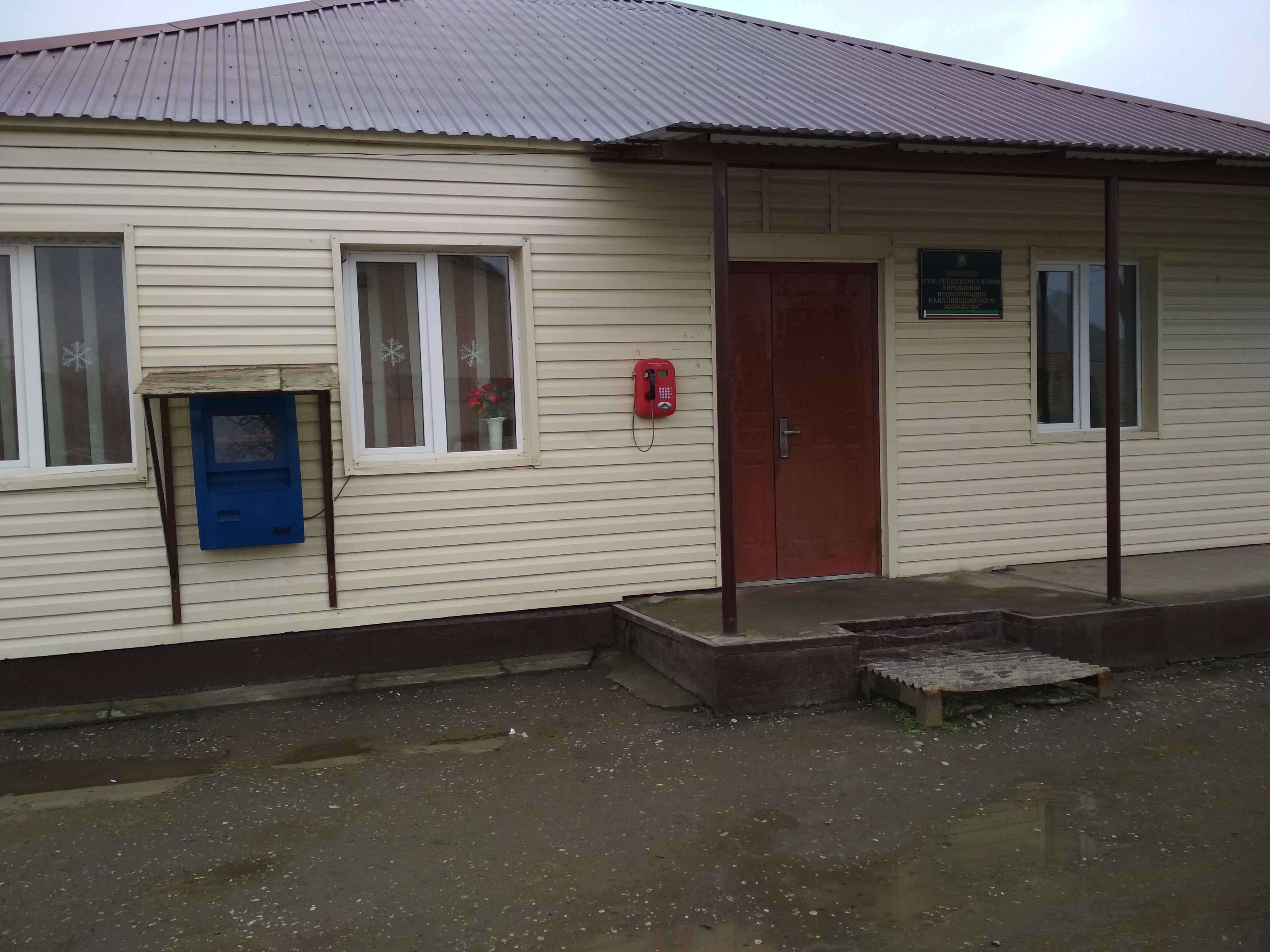
Филиал Республиканского управления водоканала
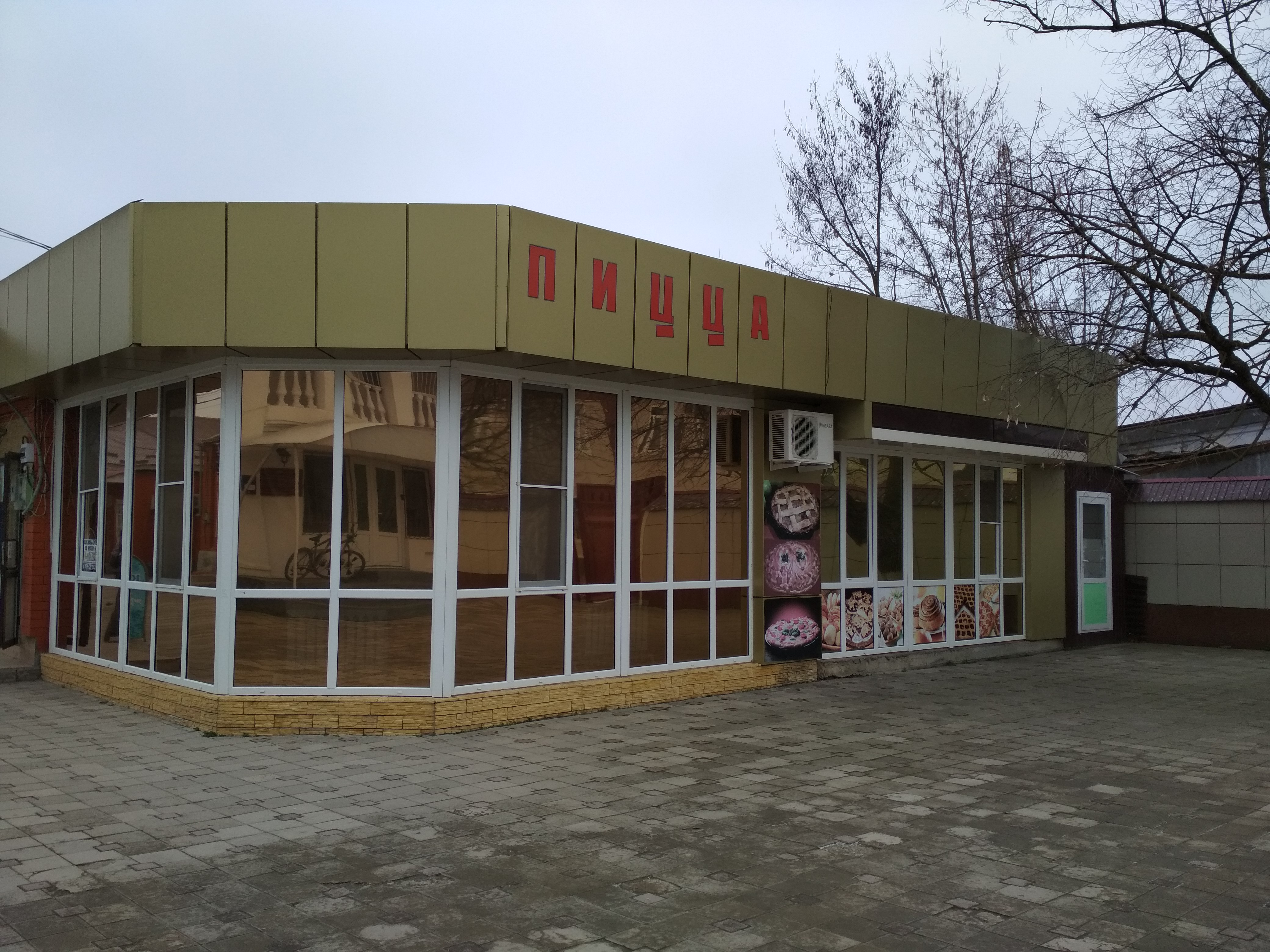
Пиццерия в Наурской
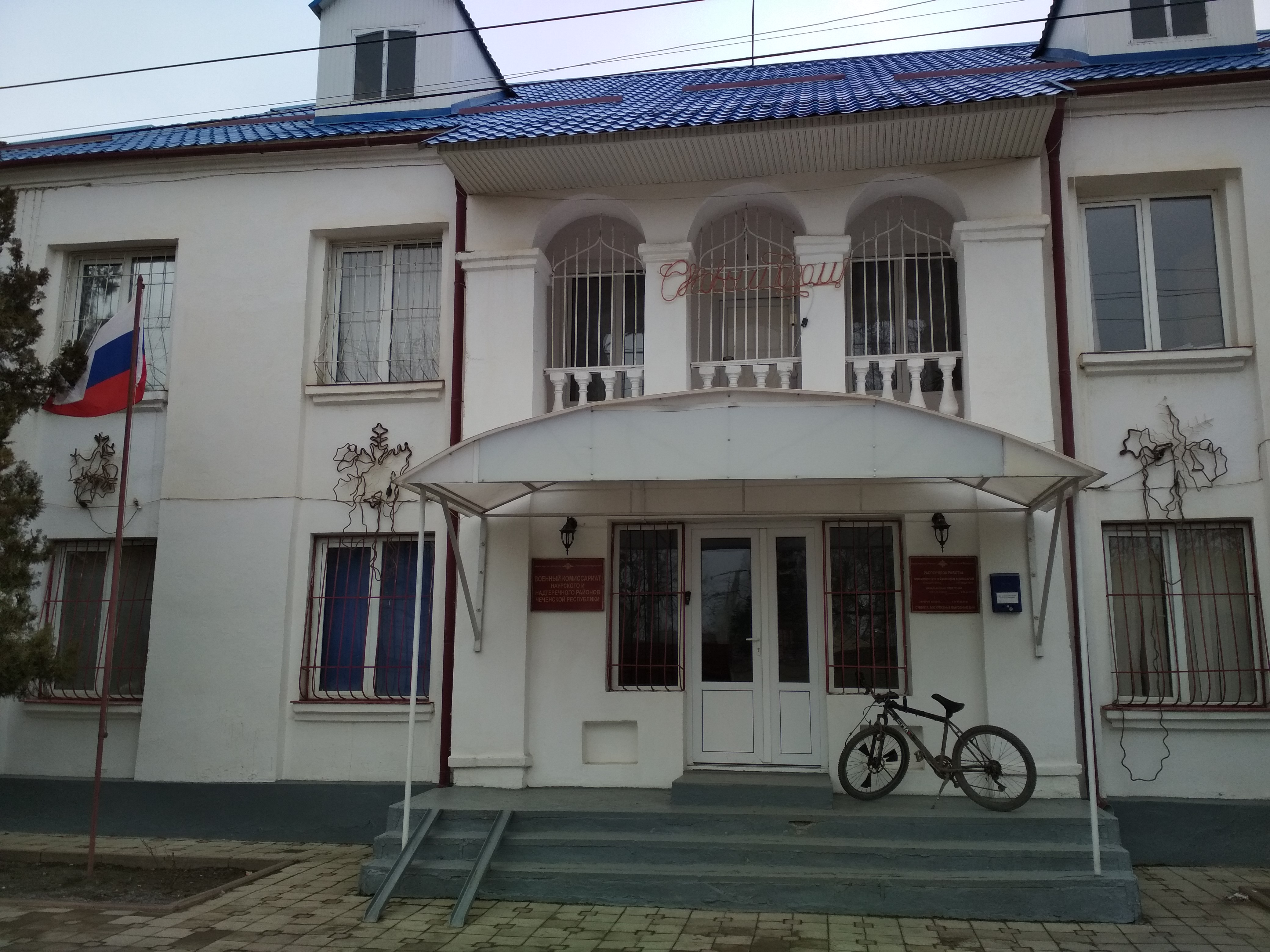
Наурский и Надтеречный районный военкомат
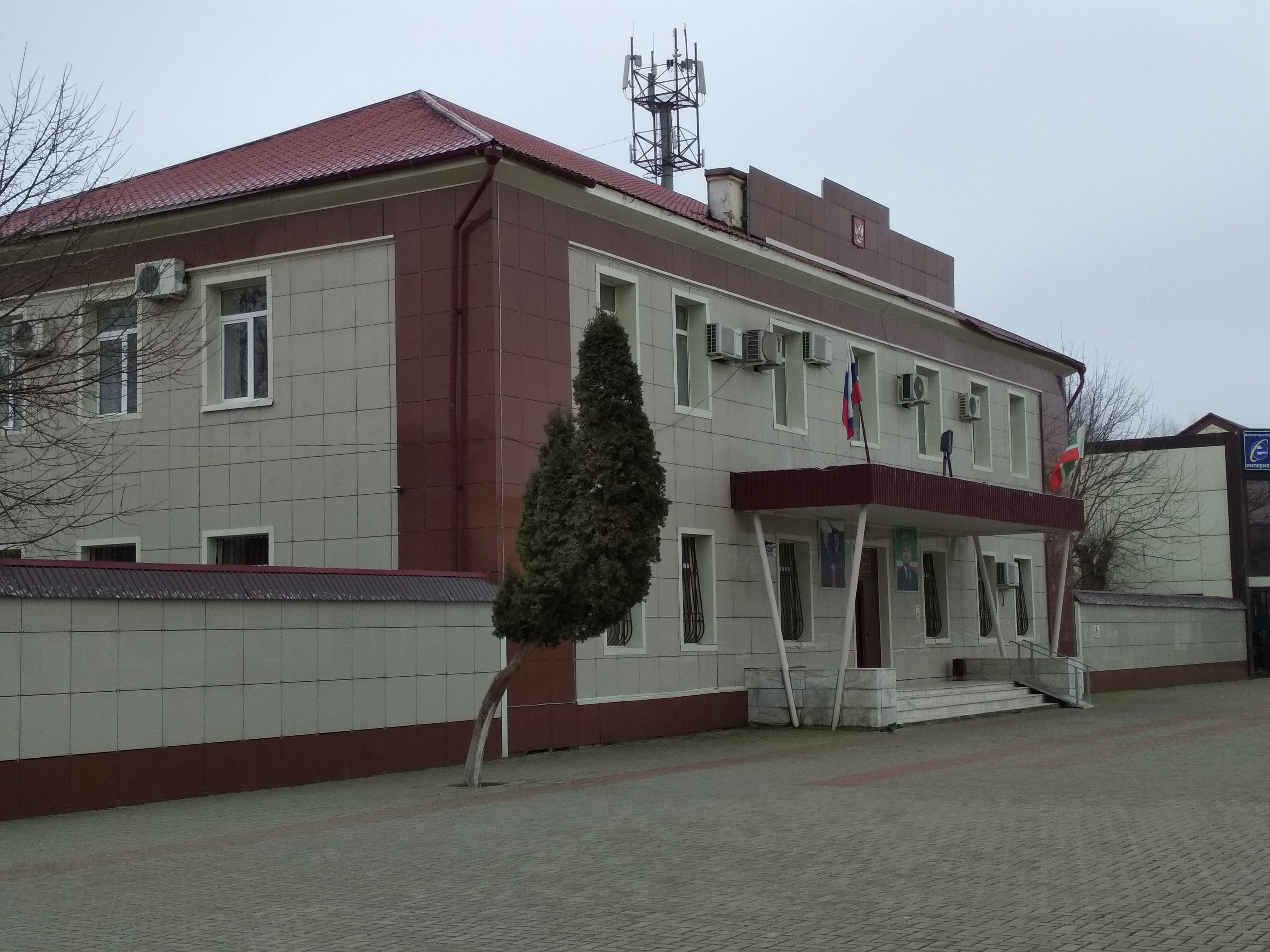
Районный суд

## Комментарии
1. ↑  С конца XVIII века казачьи поселения, называемые до этого городками, стали именоваться станицами.
2. ↑  У В. А. Потто — султанов.
3. ↑  Кургоко Татарханов, родной брат верховного князя Кабарды Джанхота Татарханова[10].
4. ↑  Шахбаз Герай отошёл с войском вглубь Кабарды, на соединение с отрядом своего брата Девлета IV Герая[10].